# Merostachys scandens
Merostachys scandens är en gräsart som beskrevs av Tatiana Sendulsky. Merostachys scandens ingår i släktet Merostachys och familjen gräs. Inga underarter finns listade i Catalogue of Life.